# Francisco Elía
Francisco de Elía (Arrecifes, Argentina, 1825 - Buenos Aires, 31 de marzo de 1872) fue un militar argentino que participó en la lucha contra los indígenas y en las guerras civiles de su país. Tuvo la particularidad de participar en la Guerra del Paraguay como integrante del ejército del Uruguay.

## Biografía
En 1843 se unió al Regimiento de Patricios y combatió en la Batalla de la Vuelta de Obligado  en 1845. Participó en la Batalla de Caseros del lado del gobernador Juan Manuel de Rosas.
A mediados de 1852 fue enviado por el general Urquiza a la frontera sur de la Provincia de Buenos Aires. Se unió a la Revolución del 11 de septiembre de 1852 y participó en la Batalla de San Gregorio, en la que fue tomado prisionero.
Recuperó la libertad después del fin del Sitio de Buenos Aires y regresó a la frontera sur. Combatió en decenas de combates contra los indígenasios y participó en la campaña de Salinas Grandes contra el cacique Calfucurá; comandó las fuerzas argentinas en el Combate de Pigüé y firmó un tratado de paz con el gran cacique en nombre de su gobierno.
A órdenes del coronel Manuel Hornos participó en las batallas de Cepeda y Pavón, regresando a continuación a la frontera indígena.
En agosto de 1864 obtuvo la baja el Ejército Argentino a su pedido. Se incorporó al ejército del general Venancio Flores, que había invadido el Uruguay. Ocupó la villa de Fray Bentos poco antes de la victoria definitiva de Flores.
Incorporado oficialmente al Ejército Uruguayo, participó en la Guerra del Paraguay, combatiendo en las batallas de Yatay, Estero Bellaco y Tuyutí. Después de la Batalla de Boquerón se reincorporó al Ejército Argentino, con el grado de coronel. Participó en la Batalla de Curupayty, y al año siguiente fue nombrado edecán del nuevo comandante del ejército de la Triple Alianza, Marqués de Caxias.
En 1868 regresó a la Provincia de Buenos Aires, donde prestó servicios en la frontera con los indígenas, pasando luego a comandar la guarnición del fuerte Las Tunas, el más importante en la frontera sur de Córdoba. A fines del año siguiente fue nuevamente enviado al frente en el Paraguay, y desde allí al Uruguay, donde reorganizó el Ejército de ese país, que había sido excesivamente dependiente de la persona del asesinado presidente Flores.
En 1870 pasó a la Provincia de Entre Ríos al frente de algunas tropas de origen argentino que revistaban en el ejército uruguayo, para participar en la represión de la revolución del general Ricardo López Jordán. Ocupó la ciudad de Concepción del Uruguay, donde arrestó al gobernador delegado Fidel Sagastume. Participó en algunos encuentros con las tropas jordanistas, pero hacia fines de ese año fue enviado nuevamente a la frontera indígena.
Fue nombrado comandante de la frontera sur de Buenos Aires, con sede en Bahía Blanca. En el Combate de Azul derrotó a los caciques Chipitruz, Calfuquir y Manuel Grande, contando con la ayuda del cacique Cipriano Catriel. Más tarde hizo una campaña contra el cacique Ramón, al que consiguió someter.

## Muerte
Como todos los comandantes de campaña, Elía participó en las campañas y elecciones de autoridades, sosteniendo con las fuerzas a su mando los fraudes y violencias que todos los partidos cometían. En una de esas elecciones en  el pueblo de Las Flores fue herido de bala por los partidarios del expresidente Bartolomé Mitre. Conducido de urgencia a Buenos Aires, murió en esa ciudad el 31 de marzo de 1872.